# Bus Interface Unit
Eine "Bus Interface Unit" (BIU) ist eine Hardwarekomponente in einem Computer oder Mikroprozessor, die für die Kommunikation zwischen dem Prozessor und dem Systembus verantwortlich ist. Sie fungiert als Schnittstelle zwischen dem Prozessor und dem Rest des Computersystems und ermöglicht es dem Prozessor, Daten von und zu anderen Komponenten des Systems zu übertragen. Die BIU regelt den Zugriff des Prozessors auf den Speicher und andere Peripheriegeräte und koordiniert die Datenübertragung zwischen ihnen. Insgesamt spielt die BIU eine entscheidende Rolle bei der Steuerung und Verwaltung der Datenflüsse innerhalb eines Computersystems.

## Funktionen und Aufgaben
Die Bus Interface Unit (BIU) erfüllt eine Vielzahl von entscheidenden Funktionen und Aufgaben in einem Computersystem:
1. Befehlsdekodierung und -steuerung: Die BIU ist für die Decodierung und Steuerung der Befehle verantwortlich, die vom Prozessor ausgeführt werden. Sie entschlüsselt die vom Speicher geladenen Befehle und leitet sie an die entsprechenden Ausführungseinheiten weiter.
2. Verwaltung von Speicherzugriffen: Die BIU regelt den Zugriff auf den Hauptspeicher (RAM) und andere Speicherbereiche. Sie verwaltet Lese- und Schreibvorgänge, um sicherzustellen, dass Daten korrekt gelesen und geschrieben werden.
3. Koordination des Datenflusses: Eine ihrer Hauptaufgaben ist die effiziente Koordination des Datenflusses zwischen dem Prozessor und anderen Peripheriegeräten. Dies umfasst den Datentransfer zwischen dem Prozessor und Speicher, Eingabe/Ausgabe-Geräten und anderen Komponenten des Systems.
4. Schnittstelle zwischen Prozessor und Systembus: Die BIU bildet die Schnittstelle zwischen dem Prozessor und dem Systembus des Computers. Sie steuert den Datentransfer zwischen dem Prozessor und dem Systembus und ermöglicht so die Kommunikation mit anderen Komponenten des Systems.

Die BIU spielt eine zentrale Rolle bei der Optimierung der Leistung und Effizienz eines Computers, indem sie sicherstellt, dass Daten und Befehle effektiv und zuverlässig zwischen dem Prozessor und anderen Teilen des Systems ausgetauscht werden. Ihre Aufgaben sind entscheidend für die reibungslose Funktion und das reaktionsfreudige Verhalten moderner Computer.

## Architektur-spezifische BIUs
Verschiedene Prozessorarchitekturen haben im Laufe der Zeit unterschiedliche Implementierungen von Bus Interface Units (BIUs) entwickelt, um den Anforderungen und Besonderheiten ihrer jeweiligen Architekturen gerecht zu werden. Hier sind einige Beispiele für bekannte BIUs in verschiedenen Prozessorarchitekturen:
1. x86-Architektur: In der x86-Architektur, die in den meisten Desktop- und Laptop-Computern weit verbreitet ist, wurde die BIU im Laufe der Zeit erheblich weiterentwickelt. Sie spielt eine entscheidende Rolle bei der Verwaltung der Befehlsdekodierung und -ausführung sowie beim Zugriff auf den Speicher.
2. ARM-Architektur: ARM-Prozessoren, die in Mobilgeräten, eingebetteten Systemen und zunehmend auch in Servern verwendet werden, verfügen über BIUs, die für die effiziente Energieverwaltung und die Koordination des Speicherzugriffs optimiert sind.
3. PowerPC-Architektur: Die PowerPC-Architektur, die in verschiedenen Apple-Computern und Spielekonsolen wie der Xbox 360 eingesetzt wurde, verwendete BIUs, um die Ausführung von Befehlen und die Verwaltung des Datenflusses zu steuern.
4. SPARC-Architektur: SPARC-Prozessoren, die in Servern und Workstations verwendet werden, nutzen BIUs zur Verwaltung von Speicherzugriffen und zur Koordination von Befehlen zwischen dem Prozessor und anderen Systemkomponenten.
5. MIPS-Architektur: Die MIPS-Architektur, die in einigen Router-Geräten und eingebetteten Systemen zu finden ist, verwendet BIUs zur Steuerung von Befehlsausführung und Datenzugriff.

Diese sind nur einige Beispiele, und jede Prozessorarchitektur kann ihre eigenen spezifischen Implementierungen von BIUs haben. Diese BIUs sind entscheidend für die Leistung und Effizienz der jeweiligen Architektur und spielen eine wichtige Rolle bei der reibungslosen Funktion von Computern und Geräten, die auf diesen Architekturen basieren.

### Bus Interface Unit des 8086
Die Bus Interface Unit (BIU) ist eine entscheidende Komponente des 8086-Prozessors, die als Schnittstelle zwischen dem Prozessor und externem Speicher sowie Ein-/Ausgabegeräten über den Systembus dient. Sie führt verschiedene Maschinenzyklen wie Speicherlesen, Ein-/Ausgabelesen usw. durch, um Daten zwischen Speicher und Ein-/Ausgabegeräten zu übertragen.
Die Hauptfunktionen der BIU sind:
1. Generierung der 20-Bit-physikalischen Adresse für den Speicherzugriff.
2. Abrufen von Anweisungen aus dem Speicher.
3. Übertragen von Daten zwischen Speicher und Ein-/Ausgabegeräten.
4. Aufrechterhaltung der 6-Byte-Vorabruf-Anweisungswarteschlange (Unterstützung von Pipelining).

Die BIU enthält hauptsächlich vier Segmentregister, den Befehlszeiger (Instruction Pointer, IP), eine Vorabruf-Warteschlange und eine Adressgenerierungsschaltung.
Der Befehlszeiger, im Englischen auch Instruction Pointer genannt, (IP) ist ein 16-Bit-Register, das den Offset der nächsten Anweisung im Code-Segment hält. Nachdem jedes Anweisungsbyte abgerufen wurde, wird der IP inkrementiert. Der IP erhält einen neuen Wert, wenn eine Branch-Anweisung auftritt. Die physikalische Adresse des nächsten Befehls wird durch die Formel CS × 10H + IP berechnet, wobei CS mit 10H multipliziert wird, um die 20-Bit-physikalische Adresse des Code-Segments zu erzeugen.

## Geschichte, Entwicklung und Evolution von BIUs in der Computerindustrie
Die Geschichte der Bus Interface Units (BIUs) spiegelt die rasante Entwicklung der Computerindustrie wider. Frühe Computer, die in den 1950er und 1960er Jahren entwickelt wurden, hatten rudimentäre BIUs, die hauptsächlich dazu dienten, die Kommunikation zwischen dem Hauptprozessor und dem Speicher zu ermöglichen. In diesen Anfangstagen waren Computer noch groß, teuer und auf wissenschaftliche oder militärische Anwendungen beschränkt.
Mit dem Aufkommen von Mikrocomputern in den 1970er Jahren begannen BIUs, sich weiterzuentwickeln. Die Einführung von Mikroprozessoren und die Miniaturisierung von Computern führten zu einer verstärkten Integration von BIUs in den Hauptprozessorchip. Diese Integration ermöglichte den Aufstieg von Personalcomputern und deren Verbreitung in Büros und Haushalten weltweit.
In den folgenden Jahrzehnten entwickelte sich die BIU-Technologie weiter, um den steigenden Anforderungen an Geschwindigkeit, Effizienz und Leistung gerecht zu werden. Die BIUs wurden komplexer und leistungsfähiger, um die wachsende Vielfalt von Anwendungen und Geräten zu unterstützen, die mit Computern interagieren.
Heute sind BIUs ein wesentlicher Bestandteil von Hochleistungsrechnern, Mobilgeräten, Servern und eingebetteten Systemen. Die Evolution der BIUs ist eng mit dem Fortschritt der Computerarchitektur und der Mikroprozessortechnologie verbunden und hat dazu beigetragen, die Computerindustrie in eine Ära der beispiellosen Innovation und Konnektivität zu führen. Die kontinuierliche Entwicklung von BIUs wird weiterhin die Leistungsfähigkeit und Effizienz von Computern in der Zukunft vorantreiben.

## Ähnliche Konzepte
Ähnliche Konzepte zur Bus Interface Unit (BIU) können je nach der Architektur eines Mikroprozessors oder Computersystems variieren. Bekannte sind:
- Memory-Mapped I/O (MMIO): Bei MMIO werden Peripheriegeräte und Register direkt in den Adressraum des Speichers integriert. Dies ermöglicht es dem Prozessor, auf Peripheriegeräte zuzugreifen, als wären sie Speicheradressen. Es reduziert die Notwendigkeit einer dedizierten BIU.[7]
- DMA-Controller: Direct Memory Access (DMA)-Controller ermöglichen es Peripheriegeräten, direkt auf den Speicher zuzugreifen, ohne die CPU zu belasten. Dies ist eine effiziente Alternative für den Datentransfer zwischen Speicher und Peripheriegeräten.[8]
- Integrierte Speicher-Controller: Moderne Mikroprozessoren und System-on-Chip (SoC)-Lösungen integrieren oft Speicher-Controller, die den direkten Speicherzugriff ohne separate BIU ermöglichen.
- Speicherhierarchien und Caches: Durch die Verwendung von Caches und verschiedenen Speicherhierarchien kann der Prozessor die Daten schneller abrufen und die Notwendigkeit eines häufigen Speicherzugriffs über die BIU reduzieren.
- Spezialisierte Peripherieschnittstellen: In einigen Systemen, insbesondere eingebetteten Systemen, können spezialisierte Peripherieschnittstellen verwendet werden, um den Speicherzugriff und die Datenübertragung zu steuern, ohne eine separate BIU zu verwenden.
- Alternative Prozessorarchitekturen: Einige Prozessorarchitekturen, wie beispielsweise VLIW (Very Long Instruction Word) oder EPIC (Explicitly Parallel Instruction Computing), können alternative Ansätze zur Steuerung des Speicherzugriffs und der Befehlsausführung verfolgen.

Die Wahl der besten Alternative hängt von den Anforderungen des Systems und der Architektur des Mikroprozessors ab. In vielen modernen Systemen werden mehrere dieser Alternativen kombiniert, um eine effiziente Datenverarbeitung und Kommunikation zu gewährleisten.